# Calendrier électronique des spectacles sous l'Ancien Régime et la Révolution
Pour les articles homonymes, voir César.
Le Calendrier électronique des spectacles sous l'Ancien Régime et la Révolution (CÉSAR) est une base de données collaborative créée en 2001 qui rassemble les informations liées aux représentations de spectacles en France entre 1600 et 1800.

## Projet scientifique
CÉSAR a été fondé en 2001 par Barry Russel (Oxford Brookes University) avec le soutien du Arts and Humanities Research Council (en) (AHRC). La base de données au cœur du projet est l'œuvre de David Trott (Université de Toronto) et Jeffrey Ravel (Massachusetts Institute of Technology).
Le projet est géré depuis 2016 par le laboratoire « Arts et Pratiques du texte, de l'image, de l'écran et de la scène (UMR CNRS 5316) de l'université Grenoble-Alpes.
Le site et les données sont hébergés par Huma-Num.
Une rénovation technique, soutenue par le CNRS, l’Institut universitaire de France et l'IDEX Université Grenoble Alpes devrait aboutir à la mise en ligne d'une nouvelle version du site, prévue pour 2020.

## Contenu de la base de données
CÉSAR recense les représentations des pièces de théâtre, opéras, ballets et divertissement théâtraux et permet un accès par titre, période, lieu de représentation et auteur. Depuis 2004, la base s'est ouverte aux documents iconographiques.